# Doneck
Doneck (ukrajinsko Донецьк, MFA: [doˈnɛt͡sʲk], rusko Донецк, MFA: [dɐˈnʲet͡sk]) je mesto na vzhodu Ukrajine, glavno mesto istoimenske oblasti in istoimenskega rajona.
Po izbruhu rusko-ukrajinske vojne leta 2014 je bilo mesto prizorišče večjih spopadov med ukrajinskimi silami in proruskimi separatisti ter postalo glavno mesto samooklicane Donecke ljudske republike. Trenutno (stanje oktober 2022) je celotno mesto pod nadzorom Rusije, medtem ko v okolici mesta potekajo spopadi med ruskimi in ukrajinskimi silami.
14. marca 2022 je v raketnem napadu na Doneck življenje izgubilo 20 prebivalcev, še 33 pa je bilo ranjenih. Rusko ministrstvo za obrambo je trdilo, da so Doneck obstreljevale ukrajinske oborožene sile. Ukrajina je trditve zanikala in za napad obtožila Rusijo. Neodvisna raziskava je poročala, da je napad prišel iz ruskega okupiranega ozemlja.

## Ime
Eno prvih rudarskih naselbin na območju Donecka je bila Aleksandrivka/Oleksandrivka (rusko Александровка, ukrajinsko Олександрівка). Z združitvijo delavskega naselja rudnikov, ki jih je v upravo dobil britanski poslovnež John Hughes je nastalo mesto Juzovo/Juzove (rusko Юзово/ukrajinsko Юзове), kasneje Juzovka/Juzivka (rusko Юзовка/ukrajinsko Юзівка) po tedanji fonetični transkripciji priimka Hughes v cirilico (Юз - Juz).
Aprila 1924 je mesto dobilo ime Stalin (iz rus. besede za jeklo: сталь - stal, prek nem. Stahl) z obrazložitvijo, da ohranja spomin na v januarju umrlega sovjetskega voditelja Lenina. Ker so tedanjega generalnega sekretarja boljševiške stranke in bodočega sovjetskega voditelja Stalina sočasno predlagali tudi za častnega meščana, je pogosta interpretacija preimenovanja, da se mu je odbor mestnega sveta na ta način kot eden prvih laskal.
Kot posledica politike korenizacije se je od leta 1929 imenoval Stalino (ukrajinsko Ста́ліно), vendar se je v dokumentih v ruskem jeziku pogosto še naprej imenoval Stalin.
Novembra 1961 se je mesto v procesu destalinizacije preimenovalo v Doneck - po reki Donec.

## Uprava

### Pobratena mesta
- Bochum, Nemčija (od 1987)
- Charleroi, Belgija
- Katovice, Poljska
- Kutaisi Gruzija
- Matagalpa, Nikaragva (od 2004)
- Moskva, Rusija
- Pittsburgh, ZDA
- Rostov na Donu, Rusija
- Sheffield, Združeno kraljestvo
- Taranto, Italija (od 1984)
- Vilna, Litva